# Bettendorf (Iowa)
Bettendorf – miasto w Stanach Zjednoczonych, w stanie Iowa, w hrabstwie Scott. 

## Demografia
Zgodnie ze spisem statystycznym z 2000 roku, miasto liczyło 32 445 mieszkańców. W 2023 roku liczba mieszkańców wzrosła do 39 858 osób, a gęstość zaludnienia przekroczyła 686 osób/km².